# توماس يونغ (عسكري)
توماس يونغ (بالإنجليزية: Tomas Young)‏ هو عسكري أمريكي، ولد في 30 نوفمبر 1979 في كانساس سيتي في الولايات المتحدة، وتوفي في 10 نوفمبر 2014 في سياتل في الولايات المتحدة.

## وصلات خارجية
- توماس يونغ على موقع IMDb (الإنجليزية)
- توماس يونغ على موقع قاعدة بيانات الفيلم (الإنجليزية)